# Bomba megabitowa
Bomba megabitowa – wybór esejów Stanisława Lema drukowanych w polskiej edycji czasopisma „PC Magazine”, opublikowany nakładem Wydawnictwa Literackiego w 1999 roku.
Zbiór ten jest bezpośrednią kontynuacją tomu Tajemnica chińskiego pokoju. W 2003 roku obie prace zostały wydane pod wspólną nazwą Moloch przez Wydawnictwo Literackie jako 26. tom „Dzieł zebranych” autora.
Część tekstów ze zbioru ukazała się później również w książce Planeta LEMa. Felietony ponadczasowe.

## Spis utworów
- Wstęp
- Ryzyko Internetu
- Umysł jako sternik
- Mój pogląd na świat
- Pod klątwą prewidyzmu
- Gry w Internecie
- Rozmyślania nad siecią
- Cybermachie onomastyczne
- Artificial servility
- Zastąpić rozum?
- Rozstaje informatyczne
- Kłopoty z fantomatyką
- Kod życia
- Metainformacyjna teoria ewolucji
- Sztuczny rozum
- Infoterroryzm
- Inteligencja naturalna
- Emotional quotient
- Kuratela komputerów
- Zmagania w sieci
- Rozum
- Świadomość a rozsądek
- Duch z maszyny
- Progresja zła
- Digitalis
- Przejmowanie władzy
- Internet a medycyna
- Trzęsienie informatyczne
- Duch w maszynie
- Droga bez odwrotu
- Biedy z nadmiaru
- Fałszywe bóstwo technologii
- Bomba megabitowa